# Valenzuela perplexus
Valenzuela perplexus är en insektsart som först beskrevs av Chapman 1930.  Valenzuela perplexus ingår i släktet Valenzuela och familjen fransvingestövsländor. Inga underarter finns listade i Catalogue of Life.